# Tana River County
Tana River County is een county en voormalig Keniaans district in de kustprovincie Pwani. Het district telt 180.901 inwoners (1999) en heeft een bevolkingsdichtheid van 5 inw/km².